# La Estaca
La Estaca är en ort i Mexiko.   Den ligger i kommunen Pénjamo och delstaten Guanajuato, i den centrala delen av landet, 300 km väster om huvudstaden Mexico City. La Estaca ligger 1 698 meter över havet och antalet invånare är 253.
Terrängen runt La Estaca är platt åt sydväst, men åt nordost är den kuperad. Runt La Estaca är det ganska tätbefolkat, med 104 invånare per kvadratkilometer. Närmaste större samhälle är La Piedad Cavadas, 13,0 km sydväst om La Estaca. Trakten runt La Estaca består till största delen av jordbruksmark.